# Campionato europeo femminile di pallacanestro 1938
Il 1º Campionato Europeo Femminile di Pallacanestro FIBA (noto anche come FIBA EuroBasket Women 1938) si svolse a Roma, in Italia dal 12 al 16 ottobre 1938.
I Campionati europei femminili di pallacanestro sono una manifestazione biennale tra le squadre nazionali del continente, organizzata dalla FIBA Europe.

## Storia

### Preparazione
Nel novembre del 1937, "La Gazzetta dello Sport" annunciò che l'Italia avrebbe ospitato il primo campionato europeo femminile di pallacanestro, una decisione presa dalla Federazione Italiana Pallacanestro. Tuttavia, la notizia ricevette poca attenzione, con solo due righe dedicate nell'articolo. Il regime fascista voleva evitare critiche internazionali, quindi si concentrò sia sull'organizzazione del torneo che sulla creazione di una squadra competitiva.
Nel giugno 1938, si tenne a Firenze il primo raduno per selezionare la squadra nazionale, con la partecipazione di trenta atlete. La scelta di Firenze non fu casuale, data la presenza di un importante impianto sportivo costruito durante la guerra. L'allenamento durò solo due giorni per non allontanare troppo le ragazze dalle loro case, a differenza dei raduni maschili, più lunghi e strutturati. Nonostante la breve durata, fu un passo verso una timida autonomia femminile, poiché le atlete parteciparono senza la supervisione maschile.
Un secondo raduno si svolse a Roma il 14 luglio, seguito da una partita dimostrativa a Palermo il 17 luglio. La squadra nazionale era composta principalmente da giocatrici del Nord e del Centro Italia, di estrazione medio-piccolo borghese. Le figlie dell'aristocrazia e del proletariato erano poco rappresentate nello sport.
Il fascismo si interessò alla pallacanestro femminile più per scopi propagandistici che educativi, mantenendo una certa indipendenza ideologica rispetto all'idea di sport promossa dal regime. La sede del campionato fu a lungo incerta, ma alla fine fu scelta Roma, principalmente per motivi pratici e logistici, e per la presenza della segreteria FIBA.

### Le squadre
L'organizzazione del torneo procedette con difficoltà, poiché mancava la conferma ufficiale della partecipazione delle altre nazioni, evidenziando l'immaturità del movimento internazionale e le incertezze legate alla paura di partecipare a un evento troppo orientato dalla propaganda fascista. Il 5 ottobre ci fu il raduno ufficiale della Nazionale italiana a Roma, seguito da un ultimo test amichevole il 9 ottobre a Rieti.
La competizione, tenutasi a Roma, ha visto la partecipazione di diverse nazioni europee: Italia, Francia, Lituania, Svizzera e Polonia. La Francia, considerata la favorita, ha partecipato con una squadra guidata da Geist e composta da atlete provenienti da otto club, tra cui la nota Colin. La Svizzera, nonostante la minore esperienza, ha partecipato con entusiasmo, mentre la Polonia, forte del successo del basket maschile, era un'altra favorita. La Lituania, con giocatrici formate negli Stati Uniti, ha presentato una squadra guidata da Krause.

### L'andamento
L'evento è stato seguito soprattutto dalla stampa italiana, con "La Gazzetta dello Sport" che ha dato risalto agli aspetti sportivi, mentre "Il Littoriale" si è concentrato sulla propaganda fascista, sottolineando l'importanza di una vittoria italiana per lo sviluppo della disciplina. Nonostante le difficoltà iniziali, l'Italia ha vinto il torneo, superando la Francia nell'ultima partita e diventando campione d'Europa.
La manifestazione ha avuto anche un significato sociale, contribuendo all'emancipazione delle donne nello sport in Italia, nonostante le limitazioni culturali e morali dell'epoca. Tuttavia, lo scoppio della Seconda Guerra Mondiale ha interrotto bruscamente lo sviluppo del basket femminile in Italia, congelando i progressi fatti fino a quel momento.

## Risultati

### Girone Unico
| Team        | Pts | V - P | PF - PS  | Dif  |
| ----------- | --- | ----- | -------- | ---- |
| 1. Italia   | 7   | 3 - 1 | 140 - 68 | +72  |
| 2. Lituania | 7   | 3 - 1 | 92 - 69  | +23  |
| 3. Polonia  | 7   | 3 - 1 | 101 - 73 | +28  |
| 4. Francia  | 5   | 1 - 3 | 94 - 96  | -2   |
| 5. Svizzera | 4   | 0 - 4 | 42 - 163 | -121 |

| Roma | Italia | 34 – 18 | Francia |  |

| Roma | Polonia | 24 – 19 | Francia |  |

| Roma | Polonia | 24 – 21 | Lituania |  |

| Roma | Francia | 43 – 18 | Svizzera |  |

| Roma | Lituania | 23 – 21 | Italia |  |

| Roma | Italia | 27 – 19 | Polonia |  |

| Roma | Lituania | 28 – 10 | Svizzera |  |

| Roma | Polonia | 34 – 6 | Svizzera |  |

| Roma | Lituania | 20 – 14 | Francia |  |

| Roma | Italia | 58 – 8 | Svizzera |  |

## Classifica finale
| Campione d'Europa | Campione d'Europa | Campione d'Europa |
| --- | ----------------- | --- |
| Italia3 B. Bertolini, 4 Giotto, 5 N. Bertolini, 6 Falcidieno, 7 Theodoli, 8 Ceriana Mayneri, 9 Bortolato, 10 Punter, 11 Verri, 12 Cenci, All. Silvio Longhi |                   | |
| Argento | Lituania          | LituaniaAstrauskaitė, Didžiulytė, Jazbutienė, Radziulytė, Karumnaitė, Makūnaitė, Markevičienė, Miuleraitė, Vailokaitytė, Vaškelytė, All. Phil Krause                 |
| Bronzo | Polonia           | PoloniaBruszkiewicz, Brzustowska, Filipiak, Głażewska, Gruszczyńska, Holfeier, Jaśnikowska, Kamecka, Wardyńska, Wiszniewska, Woynarowska, All. Mieczysław Piotrowski |
| 4. | Francia           | FranciaChabrel, Colin, Dusoulier, Garnier, Gravier, Lafiteau, Mangoumbel, Moreau, Pariente, Roy, All. Paul Geist                                                     |
| 5. | Svizzera          | SvizzeraAnthoniettaz, Baud, Bauer, Belliard, Clerc, Darbellay, Ehinger, Hassler, Richard, Suter, All. Henri Luciri                                                   |